# Шмидт, Евгений Александрович
Евгений Александрович Шмидт (нем. Eugen von Schmidt, 18 июля 1821 — 30 ноября 1905) — русский шахматист немецкого происхождения. Один из сильнейших шахматистов России 1870-х гг.

## Биография
Выдвинулся в немецких соревнованиях 1860-х гг. В 1866 г. выиграл матч у И. Минквица, который вскоре вошел в число ведущих немецких шахматистов. После 3-й партии этого матча счет был 2,5 : 0,5 в пользу Минквица, но Шмидт сумел переломить ход борьбы и выиграл 5 партий подряд.
Был редактором журнала „Deutsche Schachzeitung“.
В начале 1870-х гг. переехал в Москву.
В 1878 г. принимал участие в так называемом турнире сильнейших шахматистов России (фактически первом неофициальном чемпионате страны).
В 1879 г. сыграл три официальных матча с М. И. Чигориным. Все матчи выиграл Чигорин, но в серии показательных партий, сыгранных в течение одного вечера, Шмидт добился ничейного результата.
Вместе с А. В. Соловцовым возглавлял команду Москвы во время матча по переписке Петербург — Москва. Сборная Москвы выиграла обе партии, несмотря на то, что командой Петербурга руководили М. И. Чигорин и Э. С. Шифферс.

## Публикации
Шмидт много работал в области теории дебютов. Он опубликовал большое количество аналитических статей в русских и немецких шахматных журналах. Главные труды Шмидта:
- „Systematische Anordnung der Schacheröffnungen“ (1896)
- „Ueber den Ausgleich der Schachpartie“ (1902)

## Спортивные результаты
| Год         | Город     | Соревнование                                                       | + | − | = | Результат | Место  |
| ----------- | --------- | ------------------------------------------------------------------ | - | - | - | --------- | ------ |
| 1863        | Бреслау   | Показательная партия с А. Андерсеном                               | 1 | 0 | 0 | 1 из 1    |        |
| 1864        | Лейпциг   | Серия партий с Л. Паульсеном                                       |   |   |   | [ 6 ]     |        |
| 1865        | Лейпциг   | Показательные партии с И. Минквицем, И. Цукертортом и Р. Готтшалем |   |   |   |           |        |
| 1866        | Лейпциг   | Матч с И. Минквицем                                                | 5 | 2 | 1 | 5½ : 2½   |        |
| 1878 / 1879 | Петербург | Турнир сильнейших шахматистов России                               |   |   |   | [ 7 ]     | 9      |
| 1879        | Петербург | 1-й матч с М. И. Чигориным                                         | 0 | 6 | 2 | 1 : 7     |        |
|             | Петербург | 2-й матч с М. И. Чигориным                                         | 2 | 4 | 0 | 2 : 4     |        |
|             | Петербург | 3-й матч с М. И. Чигориным                                         | 0 | 3 | 1 | ½ : 3½    |        |
|             | Петербург | Серия показательных партий с М. И. Чигориным                       | 2 | 2 | 2 | 3 : 3     |        |
|             | Москва    | Турнир сильнейших шахматистов Москвы                               |   |   |   | 17½ из 20 | 1—2    |
| 1880        | Москва    | Турнир сильнейших шахматистов Москвы                               |   |   |   |           | [ 10 ] |